# Лејк Вила (Илиноис)
Лејк Вила (енгл. Lake Villa) град је у америчкој савезној држави Илиноис.

## Демографија
По попису из 2010. године број становника је 8.741, што је 2.877 (49,1%) становника више него 2000. године.
| Група             | 2000.         | 2010.         |
| Белци             | 5.335 (91,0%) | 7.109 (81,3%) |
| Афроамериканци    | 145 (2,5%)    | 344 (3,9%)    |
| Азијати           | 96 (1,6%)     | 438 (5,0%)    |
| Хиспаноамериканци | 181 (3,1%)    | 714 (8,2%)    |
| Укупно            | 5.864         | 8.741         |